# بريبويني
بريبويني هي بلدية تقع في إقليم أرجيش في رومانيا.